# 정보통신의 날
정보통신의 날은 4월 22일이다. 대한민국 과학기술정보통신부와 대한민국 방송통신위원회 주관으로 정보통신의 중요성과 의의를 높이고 정보통신사업의 발전을 다짐하며  관계종사원들의 노고를 위로하는 행사를 하는 대한민국의 기념일이다.

## 역사
1884년 12월 4일(음력 10월 17일) 우정총국 개설축하연을 배푼 날을 기념해 1956년 6월 4일 정부는 12월 4일을 ‘체신의 날’로 제정했다.
1967년 11월 27일에는 5월 31일을 ‘집배원의 날’로 제정하였다. 이것은 1964년 5월 충청남도 금산군내 기자단의 주선으로 관민이 집배원의 노고를 격려했던 행사가 전국 각지방의 호응을 얻게 됨에 따라 마침내 체신부에 의해 연중행사로 제정된 것이다.
이후 1972년 7월 7일 정부는 ‘체신의 날’을 4월 22일(음력 3월 27일)로 개정했는데, 이것은 우정총국 개설을 기념하는 것이었다. 이어 1973년 1월 24일에는 정부의 각종 행사 통합 · 폐지 및 간소화 방침에 따라 ‘집배원의 날’이 ‘체신의 날’에 흡수통합되었다.
1995년 정부조직법 개정으로 체신부의 명칭이 정보통신부로 변경됨에 따라 '체신의 날'이 ‘정보통신의 날’로 변경되었다. 현재 과학기술정보통신부에서 매년 4월 22일 그 기념식을 진행하고 있다.
1. ↑  박, 상철(한국학대학원, 정치학). “정보통신의 날 (情報通信의 날)”. 한국민족문화대백과사전.